# 羅漢齋

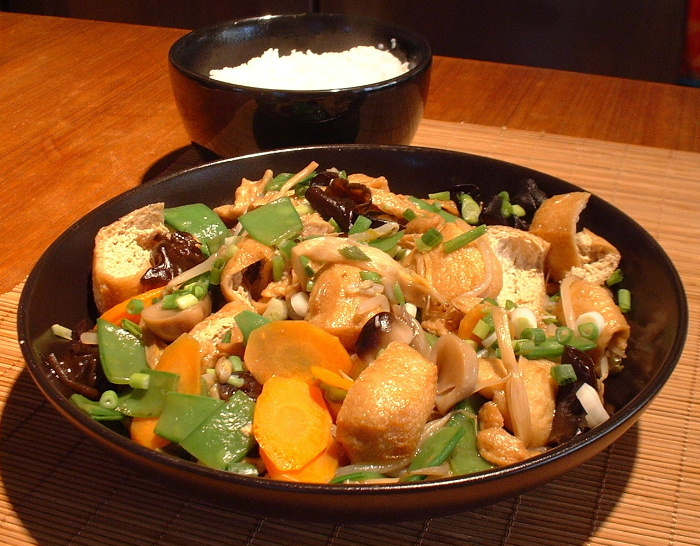
羅漢齋

羅漢齋是一種著名的中菜和素齋。這道菜包括各種蔬菜、菇菌、豆製品混合老抽和其他調味料。其使用的配料差異很大。有說羅漢齋之名，是此道菜用料繁多達18種（以上），與十八羅漢相類之故。